# Pet Halmen
Pet Halmen (* 4. November 1943 in Tălmaciu, Rumänien; † 28. Februar 2012 in München) war ein deutscher Bühnen- und Kostümbildner und Regisseur.

## Leben
Pet Halmen, ein aus Siebenbürgen stammender Deutscher, kam 1958 nach Berlin. An der dortigen Städtischen Oper absolvierte er seine Ausbildung zum Theatermaler. Er profilierte sich anschließend als Assistent und Kostümbildner wichtiger Szenographen, darunter insbesondere Jean-Pierre Ponnelle.
Halmen war in den Theatern von Oberhausen, Kiel und Wuppertal tätig, bevor er 1967 nach Düsseldorf wechselte. Bei der Realisierung des Monteverdi-Zyklus von Ponnelle und Nikolaus Harnoncourt in Zürich übernahm Halmen die Gestaltung der Kostüme, wirkte aber auch als dramaturgischer Mitarbeiter.
Im Anschluss wurde er an die Metropolitan Opera in New York, die San Francisco Opera, die Mailänder Scala, die Deutsche Oper Berlin und die Wiener Staatsoper verpflichtet. 1984 entwarf er die Ausstattung für den Ring des Nibelungen in Wiesbaden.
Später arbeitete Halmen auch als Regisseur, wobei er meist Opern, manchmal jedoch auch Schauspiele inszenierte.
Heinz Lukas-Kindermann engagierte ihn nach Trier, wo er für die Antikenfestspiele tätig wurde. Halmen inszenierte hier Oedipus Rex und Antigonae mit Anja Silja und René Kollo sowie in den Kaiserthermen Monteverdis L’Orfeo. Er entwarf die Bühnenbilder für Richard Strauss’ Salome und Richard Wagners Rienzi.